# 山本航生
山本 航生（やまもと こうき、1994年1月13日 - ）は、日本のDJ。FM BIRD所属。愛知県豊田市出身。

## 略歴
愛知県立岡崎高等学校、明治大学文学部ドイツ文学専攻卒業。大学時代はアメリカに留学した経験を持つ。
大学卒業後は一般企業に勤めるかたわら、コミュニティラジオで制作やパーソナリティ業務に携わる。
2021年、FM BIRDのオーディションに合格し、現在の事務所に所属。
2022年4月、初の冠番組としてFM AICHI『ONE MORNING AICHI』を担当。

## 現在の出演番組
FM AICHI
- ONE MORNING AICHI（2022年4月 - ）月曜・火曜・水曜担当
- IN OUR NIGHT（2022年4月 - ）